# Priscula
Priscula is een geslacht van spinnen uit de familie trilspinnen (Pholcidae).

## Soorten
Het geslacht kent de volgende soorten:
- Priscula andinensis González-Sponga, 1999
- Priscula annulipes (Keyserling, 1877)
- Priscula binghamae (Chamberlin, 1916)
- Priscula chejapi González-Sponga, 1999
- Priscula gularis Simon, 1893
- Priscula huila Huber, 2000
- Priscula lagunosa González-Sponga, 1999
- Priscula limonensis González-Sponga, 1999
- Priscula paeza Huber, 2000
- Priscula pallisteri Huber, 2000
- Priscula piapoco Huber, 2000
- Priscula piedraensis González-Sponga, 1999
- Priscula salmeronica González-Sponga, 1999
- Priscula taruma Huber, 2000
- Priscula tunebo Huber, 2000
- Priscula ulai González-Sponga, 1999
- Priscula venezuelana Simon, 1893